# Ким Сан Хён
Ким Сан Хён (кор. 김상현; род. 18 января 1955, Пусан) — южнокорейский боксёр, представитель первой полусредней весовой категории. Выступал на профессиональном уровне в период 1973—1983 годов, владел титулом чемпиона мира по версии WBC, был претендентом на титул чемпиона мира по версии WBA.

## Биография
Ким Сан Хён родился 18 января 1955 года в городе Пусан, Южная Корея.
Дебютировал в боксе на профессиональном уровне в сентябре 1973 года, выиграв у своего соперника по очкам в четырёх раундах. Выступал преимущественно на домашних рингах Пусана и долгое время не знал поражений, хотя уровень его оппозиции в это время был не очень высоким.
Имея в послужном списке 15 побед, удостоился права оспорить титул чемпиона Восточной и тихоокеанской боксёрской федерации (OPBF) в первом полусреднем весе и отправился боксировать в Индонезию с местным бойцом Вонгсо Сусено. Противостояние между ними продлилось все отведённые 12 раундов, в итоге судьи отдали победу индонезийцу, и Ким таким образом потерпел первое в профессиональной карьере поражение.
Впоследствии сделал серию из нескольких побед и в сентябре 1978 года всё-таки завоевал титул чемпиона OPBF. Поднявшись в рейтингах, в том же году встретился с действующим чемпионом мира во версии Всемирного боксёрского совета (WBC) тайцем Саенсаком Муангсурином (13-1) — выиграл у него техническим нокаутом в 13 раунде и забрал чемпионский пояс себе.
Полученный титул Ким Сан Хён сумел защитить дважды. Лишился его в рамках третьей защиты в феврале 1980 года, проиграв техническим нокаутом американцу Саулу Мамби (26-12-5).
В 1981 году вернул себе титул чемпиона OPBF в первом полусреднем весе и затем трижды защитил его.
Последний раз боксировал на профессиональном уровне в апреле 1983 года, когда встретился с действующим чемпионом мира по версии Всемирной боксёрской ассоциации (WBA) американцем Аароном Прайором (32-0) и уступил ему техническим нокаутом в третьем раунде — на этом поражении решил закончить спортивную карьеру. В общей сложности Ким провёл на профи-ринге 48 боёв, из них 41 выиграл (в том числе 24 досрочно), 4 проиграл, тогда как в трёх случаях была зафиксирована ничья.